# Prodecatoma diospyri
Prodecatoma diospyri is een vliesvleugelig insect uit de familie Eurytomidae. De wetenschappelijke naam is voor het eerst geldig gepubliceerd in 1932 door Muesebeck.